# The Sky Is Yours
The Sky Is Yours è un singolo del gruppo musicale Sonohra pubblicato il 26 marzo 2012. Del singolo è stato fornito il download gratuito per tutti gli iscritti alla newsletter del duo.. The Sky Is Yours è la versione in inglese del brano inedito Il cielo è tuo anch'esso incluso nell'album La storia parte da qui.  L'autore del testo in lingua inglese è Alex Giarbini, un amico e collaboratore di Luca e Diego Fainello, il quale ha firmato altri tre brani del nuovo disco.

## Video
Il videoclip di The Sky Is Yours, pubblicato il 22 marzo, è stato girato come protesta contro gli abusi sessuali sui minori. Nel video, tutto in bianco e nero, viene mostrato il duo mentre esegue la canzone ed ogni tanto, appare una bambina sola in una stanza, simbolo di tutte le vittime degli abusi e violenze sessuali.